# Артамонов, Михаил Илларионович
Михаи́л Илларио́нович Артамо́нов (23 ноября [5 декабря] 1898, дер. Выголово, Тверская губерния — 31 июля 1972, Ленинград) — русский советский археолог и историк, основатель советской школы хазароведения, педагог и музейный работник; специалист по истории и культуре хазар, скифов и ранних славян. Доктор исторических наук (1941), директор Эрмитажа (1951—1964), и. о. ректора Ленинградского государственного университета (1950).

## Биография
Выходец из крестьянской семьи, в возрасте девяти лет перебравшийся с родителями в Петербург. В 1913 году окончил вечернее Городское четырёхклассное училище. До Октябрьской революции служил конторщиком в Санкт-Петербургском обществе страхований и счетоводом в Обществе заводчиков и фабрикантов. В 1914—1916 годах обучался на вечерних Общеобразовательных курсах, мечтал о поступлении в Академию художеств, учился живописи у К. С. Петрова-Водкина. В начале 1917 года был призван в армию. С энтузиазмом встретил Февральскую революцию. В апреле 1917 года избран членом дивизионного Совета солдатских депутатов (в его состав входил также Н. И. Ежов), вскоре добровольцем ушёл на фронт. Участвовал в боях на Западной Двине.
В декабре 1917 года Артамонов демобилизуется, будучи отозван в Петроград на работу в национализированном Международном банке. В это время он вращается в литературно-поэтических кругах, пишет стихи, печатается, издаёт журнал «Джек». С лета 1918 года и до конца 1920 года служит в Красном Холме в органах народного образования (преподаватель, заведующий школы). Участвует в этнологической экспедиции под руководством Д. А. Золотарёва, под влиянием которого увлекается древнерусским искусством. В 1921 году поступает одновременно во ВХУТЕМАС и Петроградский археологический институт. Из первого заведения впоследствии уходит. В 1923 году по поручению Н. Я. Марра занимается исследованиями архаичного гончарного ремесла Тверской губернии, становится приятелем председателя местного губисполкома А. А. Жданова.
В 1924 году оканчивает отделение археологии и истории искусств Ленинградского университета (бывший археологический институт), где преподавали А. А. Спицын, А. А. Миллер, Н. П. Сычёв. После окончания университета остаётся младшим ассистентом археологического кабинета. В 1925 году поступает в аспирантуру ГАИМК. В 1930—1932 годах совместно с М. П. Грязновым и В. В. Гольмстен исследует историю кочевого скотоводства. В то время Артамонов характеризовался как учёный «в значительной мере овладевший буржуазной методологией и пытающийся ныне переключиться на рельсы марксистско-ленинской методологии».

### Саркел
В 1929 году провёл первую самостоятельную экспедицию — разведку на Нижнем Дону. По результатам исследования убедительно идентифицировал с Левобережным Цимлянским городищем известный по письменным источникам город Саркел, где в 1934—1936 годах произвёл раскопки. В 1934 году за статью «Совместные погребения в курганах со скорченными и окрашенными костяками» Артамонову без защиты диссертации была присвоена степень кандидата исторических наук. С 1935 года — профессор. Докторская диссертация на тему «Скифы. Очерки по истории Северного Причерноморья» защищена 25 июня 1941 года.

### В Институте истории материальной культуры
В 1937 году Артамонов возглавил сектор дофеодальной Европы в Институте истории материальной культуры АН СССР. В 1939 году коллектив института единогласно потребовал освободить от должности не справлявшегося со своими обязанностями прежнего директора — академика И. А. Орбели, и на его место был назначен Артамонов (в то время только кандидат наук и беспартийный, в ВКП(б) вступил лишь в 1940 году). При Артамонове институт превратился в мощный научный центр. Пристальное внимание уделялось публикации результатов полевых исследований. Были основаны серии сборников «Краткие сообщения ИИМК» и «Материалы и исследования по археологии СССР», также директор института редактировал ежегодник «Советская археология».
В ноябре 1941 года Артамонов покинул осаждённый Ленинград с частью сотрудников института, что было неоднозначно воспринято оставшимися — за время блокады умерло 28 из них. После недолгого пребывания в Казани и Свердловске он возглавил Елабужскую группу ИИМК, а уже в 1943 году покинул пост директора института (оставшись в его штате). После этого руководство ИИМК сосредоточилось в Москве, новым директором стал академик Б. Д. Греков.

### В ЛГУ
С 1946 года М. И. Артамонов временно исполнял обязанности заведующего, а в феврале 1949 года стал заведующим кафедрой археологии ЛГУ. Некоторое время занимал пост проректора по учебной работе, с января по май 1950 года исполнял обязанности ректора. В 1949—1951 годах возглавлял беспрецедентную по размаху Волго-Донскую новостроечную экспедицию, обследовавшую район, которому предстояло уйти на дно Цимлянского водохранилища. Роль заместителя начальника экспедиции выполняла жена Михаила Илларионовича — Ольга Антоновна Артамонова-Полтавцева (1897—1971). С. А. Плетнёва вспоминала: 
В Москве на кафедре А. В. Арциховский заявлял во всеуслышание, что археология не женская наука и ни разу не удосужился поговорить со мной (его дипломницей). Б. А. Рыбаков за весь первый год аспирантуры не нашел времени поинтересоваться, чем же я занимаюсь и как живу. Надо сказать, что это пренебрежение почти убедило меня в моей научной несостоятельности или, во всяком случае, ущербности. Здесь, в экспедиции, Артамоновы всегда выслушивали мнение самого молоденького студента и относились к нему с серьезным вниманием.
Д. Г. Савинов так вспоминал о своём знакомстве с Артамоновым:
Моё первое впечатление от Артамонова было совершенно фантастическим, потому что это где-то 1961-й год, — только что появились болоньевые югославские плащи, шикарные, — и он в таком ходил. И вот на фоне нашего истфака <…> (У нас там
была военная кафедра, поэтому одна из стен была сплошь в портретах маршалов, всюду висели таблички «Курить нельзя!»… там — нельзя, то — нельзя, это — нельзя…) [...] И вот я попадаю в эту казарму, обстановку истфака, а истфак — центральное идеологическое учреждение — история партии, всё это — у нас на факультете. И вот у меня сомнения, скажем так: «А правильно ли я делаю?» Стою, жду Артамонова, а кругом маршалы висят. Приходит Артамонов, который снова меняет все мои впечатления. Потрясающей красоты человек, с большой седой гривой, седой, причём, до зелени, в огромных роговых очках. Такой капиталистический совершенно, то есть на фоне этих всех проборов и мундиров, такой свободный, огромный, в плаще с поднятым воротником, с сигаретой в зубах. — «Ну, что тут у вас делается?»

### Директор Эрмитажа
В августе 1951 года Артамонов, бывший в то время на базе Волго-Донской экспедиции на хуторе Попов, был вызван правительственной телеграммой в Ленинград. Ему надлежало с 1 сентября того же года принять руководство Эрмитажем. В начале 1950-х советская власть боролась с космополитизмом вообще и с западноевропейским искусством в частности. Защитника Эрмитажа академика Иосифа Орбели решили заменить на, как тогда казалось партийным деятелям, идеальную кандидатуру крестьянско-пролетарского происхождения. Однако первым же приказом Артамонова стала отмена увольнения сотрудников с неподходящими анкетами, список которых уже утвердил райком. Л. С. Клейн писал:
Интриги он [Артамонов] пресёк вежливо и не без юмора. Приходившим со сплетнями друг на друга сотрудникам он жаловался на плохую память и просил всё изложить письменно и непременно с подписью. Визиты и интриги прекратились.
За 13-летний период работы в должности директора Артамонов проявил себя как исключительно талантливый и преданный музейному делу администратор. Его всегда отличала принципиальность и самостоятельная позиция по самым острым вопросам.
Вразрез с официальной идеологией шло увлечение Артамонова современной живописью. При его поддержке в Эрмитаже была организована выставка работ Пикассо, удалось сохранить работы классиков импрессионизма. В период «оттепели» покровительствовал вернувшимся из заключения исследователям, таким как Л. Н. Гумилёв, Б. А. Латынин, М. А. Гуковский, И. Г. Спасский.
Причиной отставки Артамонова стала внутримузейная, но получившая известность выставка работ студентов Института имени Репина, отчисленных за абстрактное искусство и вынужденных работать такелажниками в Эрмитаже (в их числе были Михаил Шемякин и Владимир Овчинников).
После отставки (1964) полностью сосредоточился на преподавательской деятельности на истфаке ЛГУ. Умер прямо за рабочим столом, редактируя научную статью. Похоронен на Северном кладбище (Коммунистическая площадь).

## Вклад в науку
М. И. Артамонов имел широкий круг научных интересов, охватывавший период от ранней бронзы до Средневековья, причём все направления осваивались параллельно. Наиболее выдающимся стал его вклад в разработку раннесредневековой истории степей Восточной Европы: проблем политогенеза кочевых обществ, оседания кочевников. Центральное место в этих исследованиях занимала история хазар. Данное направление исследователь разработал самостоятельно, причём как в аспекте материальной культуры, где он был абсолютным первопроходцем, так и в области письменной истории. Проведя археологические исследования и изучив огромный массив источников и литературы, Артамонов создал первый в мире системный обзор истории Хазарского каганата. В книге 1939 года «История СССР с древнейших времён до образования древнерусского государства» он доказывал, что Хазария (правители которой исповедовали иудаизм) сыграла важную роль в истории народов Восточной Европы и Закавказья. Во время кампании по «борьбе с космополитизмом» взгляды Артамонова подверглись критике со стороны советского руководства и ряда археологов, в частности, Б. А. Рыбакова.
С. А. Плетнёва писала:
Подхватившая М. И. Артамонова волна успеха… привела к ответному всплеску эмоций и действий со стороны многих его недоброжелателей среди коллег и ровесников. В 1951 году в «Правде» появилась маленькая, по существу анонимная (подписана никому неизвестным товарищем Ивановым) заметочка о завышении роли иудейского государства — Хазарского каганата, явно направленная против М. И. Артамонова. Этого краткого «ату его», напечатанного в руководящей газете в разгар борьбы с «врачами-отравителями», было достаточно для начала травли. Выступили многие, доказывая предвзятость и несостоятельность высказываемых учёным положений о существовании Хазарского каганата и его культуры. Это мощное степное государство надолго «выпало» из истории нашей страны.
Издать в полном объёме монографию «История хазар» стало возможным только в 1962 году. После этого с тенденцией гиперкритицизма в хазароведении было покончено, и это направление стало плодотворно разрабатываться советской наукой.
Не меньше сил учёный отдал возрождению другой дискриминируемой дисциплины — скифологии. Данная тема, практически полностью свёрнутая в первые десятилетия советской власти, благодаря Артамонову превратилась в одну из ведущих отраслей советской археологии.
Третьей крупной областью интересов Артамонова были славяно-русские древности: вопросы этногенеза и расселения славян, древнерусское искусство. Построения Артамонова отличались неприятием многих господствующих догм. Этой проблематике, в частности, была посвящена его предсмертная статья «Первые страницы русской истории в археологическом освещении», из-за смелости выводов опубликованная только в 1990 году.

Автор десятков статей и монографий, руководитель более 30 археологических экспедиций. Взрастил несколько поколений учеников, среди которых С. А. Плетнёва, Л. Н. Гумилёв, А. Д. Столяр, И. И. Ляпушкин, А. В. Гадло, Л. С. Клейн и др. Последний отмечал:
Когда обращаешься к конкретным дискуссиям, то оказывается, что наука развивает не его [Артамонова] идеи, а идеи возражавших ему археологов: Иессена, Грязнова, Ляпушкина, — опирается на их работы, а его работы всё больше приобретают чисто историографический интерес. <…> Его вклад в организационное становление советской археологии, её основных учреждений в Ленинграде/Петербурге (ИИМК и Эрмитажа), её системы изданий делает его одним из создателей советской археологии, а в перспективе русской археологии — одним из строителей её структур. Кроме того, в весьма мрачную эпоху, оставаясь вельможей, он был, несомненно, фигурой вдохновляющей и привлекательной. Светочем и ориентиром.
Профессор Шмуэль Эттингер в рецензии на книгу Артамонова «История хазар» 1962 года отмечает, что из-за незнания Артамоновым восточных языков он не использовал множество доступных источников по теме, а те, что использовал — ссылаться на переводы, а не оригиналы. Также Эттингер отмечает тенденциозность автора, в первую очередь — «прославление России на
всех стадиях её развития», а также антиеврейскую тенденцию. Не зная еврейских языков и не разбираясь в еврейской культуре, Артамонов склонен приписать все неудачи Хазарского царства — вплоть до окончательного падения — переходу его вождей в иудейскую религию.

## Награды
- орден Ленина (21.06.1957) — в ознаменование 250-летия города Ленинграда и отмечая заслуги трудящихся города в развитии промышленности, науки и культуры[25]
- орден Трудового Красного Знамени (10.06.1945)
- медали

## Основные труды
- Постройки Краснохолмского района // Верхне-Волжская этнологическая экспедиция: Крестьянские постройки Ярославско-Тверского края / ред. Б. Фармаковский. — Л.: ГАИМК, 1926. — С. 1—58.
- Один из стилей монументальной живописи XII—XIII вв. // ГАИМК. Бюро по делам аспирантов. Сб. I. — Л., 1929. — С. 51—68.
- Миниатюры Кёнигсбергского списка летописи // Известия Государственной академии истории материальной культуры. — Т. X. Вып. 1. — Л., 1931. — С. 3—28.
- К истории средств передвижения // Проблемы истории материальной культуры. — 1933. — № 5/6. — С. 23—32.
- Совместные погребения в курганах со скорченными и окрашенными костяками // Проблемы истории докапиталистических обществ. — 1934. — № 7/8. — С. 108—125.
- Работы на строительстве Манычского канала // Археологические работы Академии на новостройках в 1932—33 гг. / отв. ред. И. И. Мещанинов. — Т. I. — М.—Л.: ОГИЗ, Соцэкгиз, 1935. (Известия Гос. Акад. истории матер. культ. им. Н. Я. Марра. Вып. 109). — С. 201—212.
- Из истории методики археологических раскопок // Проблемы истории докапиталистических обществ. — 1935. — № 1/2. — С. 142—164.
- Обзор археологических источников эпохи возникновения феодализма в Восточной Европе // Проблемы истории докапиталистических обществ. — 1935. — № 9/10. — С. 267—286.
- Средневековые поселения на Нижнем Дону: По материалам Северо-Кавказской экспедиции. — Л.: ОГИЗ, Соцэкгиз, 1935. — 117 с.
- Очерки древнейшей истории хазар / отв. ред. В. Мавродин. — Л.: Соцэкгиз, 1936. — VII, 136, [3] с.
- История СССР с древнейших времен до образования древнерусского государства / под общ. ред. М. И. Артамонова. — Т. І. — М.—Л.: Изд-во АН СССР, 1939. — Кн. 1. Ч. 1—2. — 423 с.; Кн. 2. Ч. 3—4. — 527 с.[26]
- Достижения советской археологии // Вестник древней истории. — 1939. — № 2 (7). — С. 122—129.
- Некоторые вопросы древней истории СССР // Вестник АН СССР. — 1939. — № 7. — С. 26—38.
- Спорные вопросы древнейшей истории славян и Руси // Краткие сообщения о докладах и полевых исследованиях Института истории материальной культуры / отв. ред. С. Н. Бибиков. — Вып. VI. — М.—Л.: Изд-во АН СССР, 1940. — С. 3—14.
- Саркел и некоторые другие укрепления в северо-западной Хазарии // Советская археология / отв. ред. М. И. Артамонов. — T. VI. — М.—Л.: Изд-во АН СССР, 1940. — С. 130—167.
- Станица Цимлянская // Археологические исследования в РСФСР 1934—1936 гг. / Под ред. В. В. Гольмстен; отв. ред. М. И. Артамонов. — М.—Л.: Изд-во АН СССР, 1941. — С. 187—200.
- Древний Дербент // Советская археология / отв. ред. Б. Д. Греков. — T. VIII. — М.—Л.: Изд-во АН СССР, 1946. — С. 121—144.
- Вопросы истории скифов в советской науке // Вестник древней истории. — 1947. — № 3 (21). — С. 68—82.
- Общественный строй скифов // Вестник ЛГУ. — 1947. — № 9. — С. 70—87.
- К вопросу о происхождении боспорских Спартокидов // Вестник древней истории. — 1949. — № 1 (27). — С. 30—39.
- Південноподільська експедиція (попереднє повідомлення) (укр.) // Археологічні пам’ятки УРСР  / відп. ред. П. Єфіменко. — Київ: Вид-во АН УРСР, 1949. — Т. I. — С. 257—262. Архивировано 27 сентября 2023 года.
- К вопросу о происхождении скифов // Вестник древней истории. — 1950. — № 2 (32). — С. 37—47.
- Происхождение славян: Стенограмма публичной лекции. — Л., 1950. — 52 с.
- Белая Вежа // Советская археология / отв. ред. М. И. Артамонов. — T. XVI. — М.—Л.: Изд-во АН СССР, 1952. — С. 42—76.
- Надписи на баклажках Новочеркасского музея и на камнях Маяцкого городища // Советская археология / отв. ред. Б. А. Рыбаков. — T. XIX. — М.—Л.: Изд-во АН СССР, 1954. — С. 263—268.
- Археологические исследования в Южной Подолии в 1952—1953 гг. // Краткие сообщения о докладах и полевых исследованиях Института истории материальной культуры  / отв. ред. А. Д. Удальцов. — М.: Изд-во АН СССР, 1955. — С. 100—117.
- Славянские железоплавильные печи на Среднем Днестре // Сообщения Государственного Эрмитажа / отв. ред. И. М. Лурье. — Вып. VII. — Л.: Искусство, 1955. — С. 26—29.
- Саркел — Белая Вежа // Труды Волго-Донской археологической экспедиции / отв. ред. М. И. Артамонов. — T. I. — М.—Л.: Изд-во АН СССР, 1958. (МИА. № 62).
- К вопросу о происхождении скифского искусства // Omagiu lui George Oprescu cu prilejul împlinirii a 80 de ani. — Bucureşti: Editura Academiei Republicii Populare Române, 1961. — P. 31—46.
- История хазар / под ред. и с примеч. Л. Н. Гумилева. — Л.: Изд-во Гос. Эрмитажа, 1962. — 523 с.

Переиздания:
СПб.: Лань, 2001. — 687 с. — ISBN 5-8114-0377-1.
СПб.: Филол. фак. С.-Петерб. ун-та, 2002. — 548, [2] с. — ISBN 5-8465-0032-3.
- Сокровища скифских курганов в собрании Государственного Эрмитажа. — Прага—Л.: Артия, Советский художник, 1966. — 120 с.
- Воевода Свенельд // Культура Древней Руси / отв. ред. А. Л. Монгайт. — М.: Наука, 1966. — С. 30—35.
- Вопросы расселения восточных славян и советская археология // Проблемы всеобщей истории / отв. ред. В. Г. Ревуненков. — Л.: Изд-во Ленингр. ун-та, 1967. — С. 29—69.
- Куль-Обский олень // Античная история и культура Средиземноморья и Причерноморья / отв. ред. В. Ф. Гайдукевич. — Л.: Наука, 1968. — С. 9—16.
- Происхождение скифского искусства // Советская археология. — 1968. — № 4. — С. 27—45.
- Этнос и археология // Теоретические основы советской археологии (тезисы докладов на теоретическом семинаре ЛОИА АН СССР. I—IV 1970 г.). — Л., 1969. — С. 3—6.
- Загадки скіфської археології (укр.) // Український історичний журнал. — 1970. — № 1. — С. 23—30. Архивировано 20 сентября 2024 года.
- Славяне и болгары в Поднепровье // Berichte über den II. Internationalen Kongress für slawische Archäologie. — Berlin, 1970. — Bd. I. — S. 119—132.
- Археологическая культура и этнос // Проблемы истории феодальной России / отв. ред. А. Л. Шапиро. — Л.: Изд-во Ленингр. ун-та, 1971. — С. 16—32.
- Композиции с ландшафтом в скифо-сибирском искусстве // Советская археология. — 1971. — № 1. — С. 82—92.
- Роль климатических изменений VIII—VII вв. в переселении киммерийцев и скифов в Азию и возвращение их в степи Восточной Европы в начале VI века до н. э. // Этнография народов СССР / отв. ред. М. В. Воробьёв. — Л.: Геогр. общество СССР, 1971. — С. 45—60.
- Скифо-сибирское искусство звериного стиля (основные этапы и направления) // Проблемы скифской археологии / отв. ред. П. Д. Либеров, В. И. Гуляев. — М.: Наука, 1971. (МИА. № 177).
- Скифское царство // Советская археология. — 1972. — № 3. — С. 56—67.
- Кіммерійська проблема (укр.) // Археологія  / відп. ред. В. Д. Баран. — Київ: Наукова думка, 1973. — Вип. 9. — С. 3—15. Архивировано 26 ноября 2023 года.
- Сокровища саков: Аму-Дарьинский клад. Алтайские курганы. Минусинские бронзы. Сибирское золото / ред. Т. Н. Гуковская. — М.: Искусство, 1973. — 279 с.
- Гелоны, агафирсы и сигинны // Проблемы отечественной и всеобщей истории / отв. ред. В. А. Ежов. — Вып. 2. — Л.: Изд-во Ленингр. ун-та, 1973. — С. 3—17.
- Киммерийцы и скифы (От появления на исторической арене до IV в. до н. э.) / подгот. к изд. Я. В. Доманский. — Л.: Изд-во Ленингр. ун-та, 1974. — 156 с.
- Возникновение кочевого скотоводства // Проблемы археологии и этнографии / под ред. М. И. Артамонова и Р. Ф. Итса. — Вып. I. — Л.: ЛГУ, 1977. — С. 4—13.
- Первые страницы русской истории в археологическом освещении // Советская археология. — 1990. — № 3. — С. 271—290.
- Немировское городище: анализ полевой документации из раскопок 1909—1910 гг. // Материалы по археологии, истории и этнографии Таврии / гл. ред. А. И. Айбабин. — Вып. VI. — Симферополь, 1998. — С. 59—76.
- Мастера Нередицы // Новгородский исторический сборник / отв. ред. В. Л. Янин. — Вып. 8 (18). — СПб., 2000. — С. 6—19.